# Qibla Cola
Qibla Cola es un refresco de cola. Está disponible en dos variedades: normal y light. Es el producto insignia de Qibla Cola Company, situada en Derby, Inglaterra.
La cola Qibla fue lanzada en el mercado del Reino Unido en febrero de 2003, con una campaña publicitaria en televisión que comenzó en octubre de 2003. Desde entonces se han alcanzado acuerdos con distribuidores en otros países de Europa, Norteamérica, y Asia.
La estrategia de comercialización de la cola Qibla y la visión corporativa reflejan un intento de lograr un consumo responsable. Tratan de ofrecer una alternativa original para los bebedores de cola que están preocupados por las prácticas y la ética de las principales compañías de refrescos multinacionales. La postura ética de Qibla se manifiesta en el compromiso de la compañía de donar el 10% de sus beneficios netos a causas humanitarias alrededor del mundo.
Aunque el nombre del producto parece contener una clara referencia a la teología islámica — donde la palabra Qibla se utiliza para indicar la dirección del Masjid al Haram en la ciudad santa de la La Meca, hacia la cual todos los musulmanes dan vueltas mientras oran — la compañía dice que el qibla de su nombre se utiliza en su sentido simple, no religioso, significando "dirección". La cola Qibla se dirige así a todas las fes y culturas étnicas, aunque la compañía observa que se han centrado más en mercados musulmanes y que todos sus productos son halal.
Además de sus dos variedades de cola, la compañía produce y vende los productos siguientes:
- Qibla Mango
- Qibla Guava
- Qibla Fantasy (sabor naranja)
- Qibla 5 (lima limón)
- Qibla Water (agua mineral natural)

La principal competencia de Qibla está formada por la Mecca-Cola de Francia y la Zam Zam Cola de Irán, además de los productos originarios de los Estados Unidos tanto de Coca-Cola como de Pepsi.